# Sematophyllum santae
Sematophyllum santae är en bladmossart som beskrevs av Tosco och Piovano 1956. Sematophyllum santae ingår i släktet Sematophyllum och familjen Sematophyllaceae. Inga underarter finns listade i Catalogue of Life.